# Mila (singolo)
Mila (in serbo Мила?) è un singolo del cantante serbo Princ od Vranje, pubblicato il 27 gennaio 2025.

## Descrizione
Mila è stato scritto da Dušan Bačić, che aveva già precedentemente collaborato con l'artista al brano Cvet sa Istoka, la canzone che Princ ha eseguito a Pesma za Evroviziju '23.
In un'intervista riguardante la sua partecipazione a Pesma za Evroviziju, Princ ha dichiarato che la canzone è stata la più difficile che abbia mai dovuto cantare nella sua carriera, a causa delle dinamiche e dei molteplici cambiamenti presenti nell'arrangiamento. Ha anche affermato che il brano riflette ciò che sta vivendo attualmente nella sua vita privata, presentando una sfumatura autobiografica. Inoltre, ha aggiunto che uno dei messaggi del pezzo è che, quando si ama qualcuno, a volte è necessario accettare che non si può restare insieme.

## Promozione
Il brano, una power ballad romantica registrata in serbo, è stato inviato all'emittente radiotelevisiva serba RTS come proposta per Pesma za Evroviziju '25, l'evento atto a selezionare il partecipante serbo all'Eurovision Song Contest 2025 a Basilea, in Svizzera.
Il 27 gennaio 2025 Mila è stato annunciato come uno dei trenta concorrenti alla selezione nazionale; segnando la seconda partecipazione di Princ al concorso dopo l'edizione 2023. Il 26 febbraio 2025 il brano è riuscito a superare la fase delle semifinali, riuscendo in questo modo ad accedere alla finale due giorni più tardi. Alla finale dell'evento Mila è risultata la seconda proposta preferita del voto della giuria, nonché la terza proposta preferita dal pubblico da casa, ottenendo abbastanza punti per vincere la competizione, guadagnandosi il diritto di rappresentare la Serbia sul palco eurovisivo a Basilea. La versione eurovisiva del brano, che presenta una versione rielaborata della base strumentale con la produzione aggiuntiva di Željko Joksimović, è stata pubblicata il 16 marzo 2025.

## Tracce
Testi e musiche di Dušan Bačić.
1. Mila (PzE '25-live version) – 2:57

Versione eurovisiva
Testi e musiche di Dušan Bačić e Željko Joksimović.
1. Mila – 2:57